# Torneo Internacional de Chile 1967

El Torneo Internacional de Chile 1967 conocido como el Hexagonal de Santiago 1967, corresponde a la 14.ª edición del torneo amistoso de fútbol, de carácter internacional. Disputado en Santiago de Chile se jugó en el Estadio Nacional de Santiago durante el mes de febrero una vez finalizado el campeonato Sudamericano de Fútbol 1967 efectuado en Montevideo (Uruguay). 
En esta competencia al igual que en torneos anteriores se repite la participación de tres equipos chilenos. 
El Vasas de Hungría se tituló campeón.

## Datos de los equipos participantes
| Equipo               | Calidad                                                       |
| -------------------- | ------------------------------------------------------------- |
| Universidad Católica | Anfitrión y campeón de la Primera División de Chile 1966      |
| Colo-Colo            | Anfitrión y subcampeón de la Primera División de Chile 1966   |
| Universidad de Chile | Anfitrión y cuarto lugar de la Primera División de Chile 1966 |
| Vasas                | Invitado y campeón del Primera División de Hungría 1966       |
| Peñarol              | Invitado y subcampeón de la Campeonato Uruguayo 1966          |
| Santos               | Invitado y tercer lugar del Campeonato Paulista 1966          |

## Partidos

### Primera fecha
| 3 de febrero de 1967 | Vasas                                                                                | 9:3 | Colo-Colo                                                 | Estadio Nacional de Santiago, Santiago |                                 |
|                      | Korsos 7', 10', 40' · János Farkas 12', 29', 47' · Pal 20' · Kekesi 63' · Vidata 75' |     | Walter Jiménez 34' · Víctor Zelada 55' · Mario Moreno 79' | Asistencia: 25.384 espectadores        | Asistencia: 25.384 espectadores |

### Segunda fecha
| 7 de febrero de 1967 | Universidad de Chile | 1:1 | Santos      | Estadio Nacional de Santiago, Santiago |                                 |
|                      | Pedro Araya 81'      |     | Toninho 33' | Asistencia: 68.272 espectadores        | Asistencia: 68.272 espectadores |

| 7 de febrero de 1967 | Universidad Católica                  | 2:0 | Peñarol | Estadio Nacional de Santiago, Santiago                     |                                                            |
|                      | Juan Barrales 26' · Armando Tobar 47' |     |         | Asistencia: 68.272 espectadores Árbitro(s): Claudio Vicuña | Asistencia: 68.272 espectadores Árbitro(s): Claudio Vicuña |

### Tercera fecha
| 10 de febrero de 1967 | Universidad Católica                         | 2:3 | Colo-Colo                               | Estadio Nacional de Santiago, Santiago |                                 |
|                       | Víctor Adriazola 11' · Alberto Fouilloux 54' |     | Jaime Bravo 19', 71' · Mario Moreno 29' | Asistencia: 65.803 espectadores        | Asistencia: 65.803 espectadores |

| 10 de febrero de 1967 | Santos              | 2:2 | Vasas           | Estadio Nacional de Santiago, Santiago                     |                                                            |
|                       | Lima 28' · Pelé 35' |     | Korsos 48', 90' | Asistencia: 65.803 espectadores Árbitro(s): Claudio Vicuña | Asistencia: 65.803 espectadores Árbitro(s): Claudio Vicuña |

### Cuarta fecha
| 14 de febrero de 1967 | Vasas                                             | 3:1 | Universidad de Chile | Estadio Nacional de Santiago, Santiago |                                 |
|                       | János Farkas 2' · Fister 10' · Meszoly 65' (pen.) |     | Guillermo Yávar 22'  | Asistencia: 70.796 espectadores        | Asistencia: 70.796 espectadores |

| 14 de febrero de 1967 | Colo-Colo                          | 2:2 | Peñarol                                        | Estadio Nacional de Santiago, Santiago                         |                                                                |
|                       | Víctor Zelada 4' · Jaime Bravo 62' |     | Pedro Virgilio Rocha 34' · Alberto Spencer 41' | Asistencia: 70.796 espectadores Árbitro(s): Lorenzo Cantillana | Asistencia: 70.796 espectadores Árbitro(s): Lorenzo Cantillana |

### Quinta fecha
| 17 de febrero de 1967 | Universidad de Chile                         | 3:0 | Universidad Católica | Estadio Nacional de Santiago, Santiago |                                 |
|                       | Guillermo Yávar 21', 68' · Carlos Campos 74' |     |                      | Asistencia: 57.283 espectadores        | Asistencia: 57.283 espectadores |

| 17 de febrero de 1967 | Santos                  | 2:0 | Peñarol | Estadio Nacional de Santiago, Santiago |                                 |
|                       | Rildo 74' · Toninho 81' |     |         | Asistencia: 57.283 espectadores        | Asistencia: 57.283 espectadores |

### Sexta fecha
| 21 de febrero de 1967 | Universidad de Chile                   | 2:1 | Peñarol             | Estadio Nacional de Santiago, Santiago                           |                                                                  |
|                       | Carlos Campos 20' · Carlos Reinoso 27' |     | Alberto Spencer 60' | Asistencia: 53.072 espectadores Árbitro(s): Carlos Robles Robles | Asistencia: 53.072 espectadores Árbitro(s): Carlos Robles Robles |

| 21 de febrero de 1967 | Santos                                          | 6:2 | Universidad Católica                  | Estadio Nacional de Santiago, Santiago                 |                                                        |
|                       | Pelé 24', 43', 80', 89' · Toninho 58' · Edú 84' |     | Juan Herrera 41' · Honorino Landa 70' | Asistencia: 53.072 espectadores Árbitro(s): Mario Gasc | Asistencia: 53.072 espectadores Árbitro(s): Mario Gasc |

### Séptima fecha
| 24 de febrero de 1967 | Colo-Colo                                | 3:3 | Universidad de Chile                                    | Estadio Nacional de Santiago, Santiago                         |                                                                |
|                       | Jaime Bravo 18' · Víctor Zelada 69', 71' |     | Pedro Araya 43' · Jaime Ramírez 52' · Carlos Campos 54' | Asistencia: 58.098 espectadores Árbitro(s): Lorenzo Cantillana | Asistencia: 58.098 espectadores Árbitro(s): Lorenzo Cantillana |

| 24 de febrero de 1967 | Peñarol                                                             | 3:3 | Vasas                                      | Estadio Nacional de Santiago, Santiago                        |                                                               |
|                       | Julio César Cortés 28' · Ángel Rubén Cabrera 43' · Héctor Silva 53' |     | Molnar 2' · Meszoly 33' · János Farkas 74' | Asistencia: 58.098 espectadores Árbitro(s): Rafael Hormazábal | Asistencia: 58.098 espectadores Árbitro(s): Rafael Hormazábal |

### Octava fecha
| 28 de febrero de 1967 | Vasas                           | 3:0 | Universidad Católica | Estadio Nacional de Santiago, Santiago |                                 |
|                       | János Farkas 18', 84' · Pal 50' |     |                      | Asistencia: 71.518 espectadores        | Asistencia: 71.518 espectadores |

| 28 de febrero de 1967 | Santos                      | 2:1 | Colo-Colo         | Estadio Nacional de Santiago, Santiago |                                 |
|                       | Edú 70' · Joel Bougleux 75' |     | Elson Beyruth 16' | Asistencia: 71.518 espectadores        | Asistencia: 71.518 espectadores |

## Tabla de posiciones
| Pos | Equipo               | PJ | PG | PE | PP | GF | GC | Dif | Pts |
| --- | -------------------- | -- | -- | -- | -- | -- | -- | --- | --- |
| 1   | Vasas                | 5  | 3  | 2  | 0  | 20 | 9  | +11 | 8   |
| 2   | Santos               | 5  | 3  | 2  | 0  | 13 | 6  | +7  | 8   |
| 3   | Universidad de Chile | 5  | 2  | 2  | 1  | 10 | 8  | +2  | 6   |
| 4   | Colo-Colo            | 5  | 1  | 2  | 2  | 12 | 18 | -6  | 4   |
| 5   | Peñarol              | 5  | 0  | 2  | 3  | 6  | 11 | -5  | 2   |
| 6   | Universidad Católica | 5  | 1  | 0  | 4  | 6  | 15 | -9  | 2   |

PJ=Partidos jugados; PG=Partidos ganados; PE=Partidos empatados; PP=Partidos perdidos; GF=Goles a favor; GC=Goles en contra; Dif=Diferencia de gol; Pts=Puntos
|  | Campeón |

## Campeón
| Hungary         |
| Vasas 1º título |